# Bouře (Shakespeare)

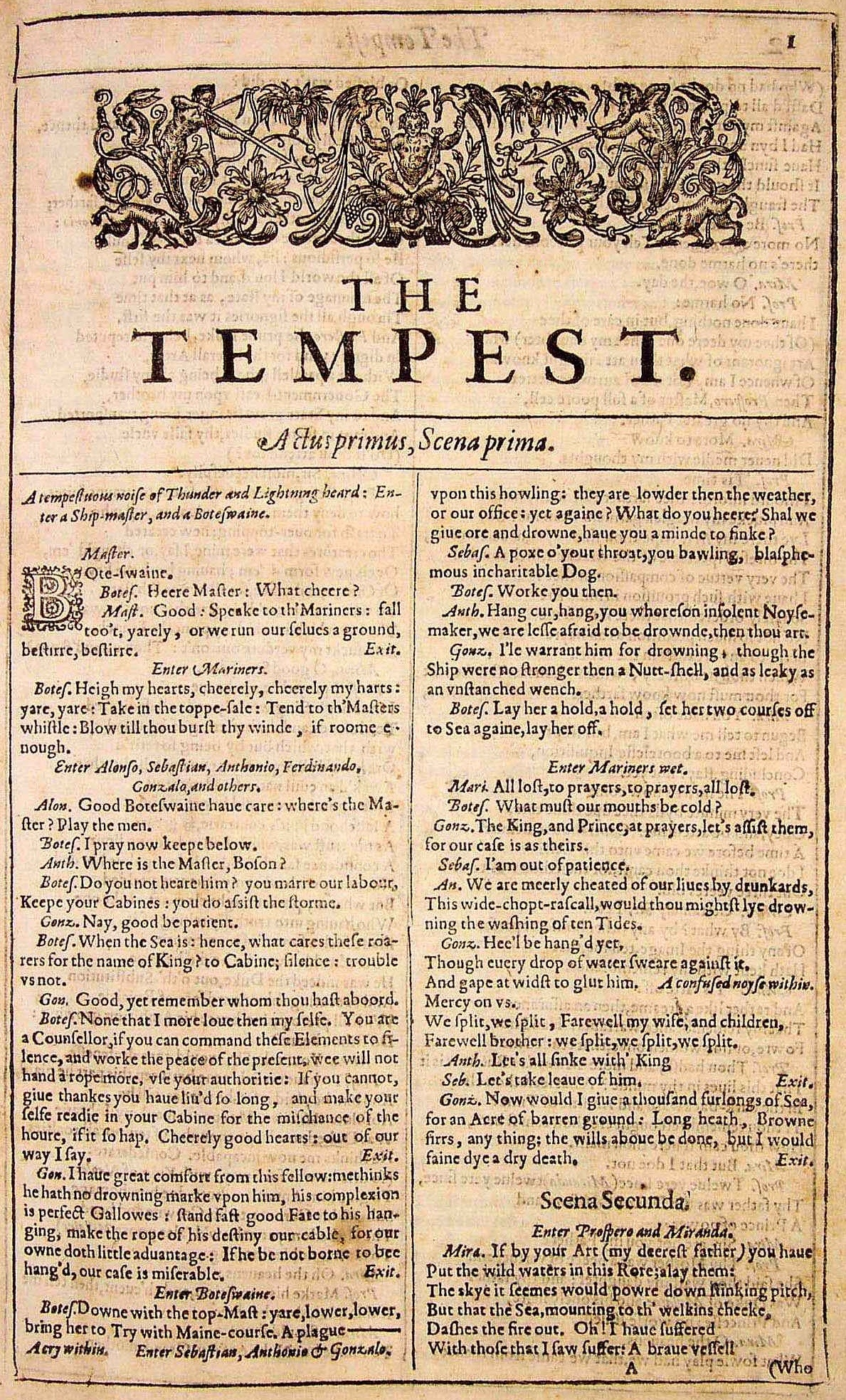
První výtisk Bouře z roku 1623.

Bouře (anglicky The Tempest) je nejznámější divadelní romance proslulého anglického básníka a dramatika Williama Shakespeara. Hra byla napsána roku 1611 a je zároveň poslední samostatně napsanou hrou autora, dále napsal jen hry ve spolupráci s dramatikem Johnem Fletchrem.
Děj se odehrává na ostrově, který se nápadně podobá politické utopii. Délka hry je 2275 řádků, patří tedy ke kratším autorovým hrám. O hlavní postavě (Prosperovi) lze říci, že je autorovým alter egem. V závěrečném monologu se Prospero loučí se svými kouzly. Shakespeare se loučí s kariérou divadelníka, děkuje svým divákům a upozorňuje na svůj návrat z Londýna do rodného Stratfordu nad Avonou, kde pět let po napsání hry umírá.

## Hlavní postavy
- Prospero - pravý vévoda milánský. Bravurně ovládá kouzla. Jeho bratr Antonio jej poslal v děravém člunu na moře. On se však díky svým kouzlům zachránil a doplul na zdánlivě opuštěný ostrov. Zde ovšem žila čarodějnice Sykorax. Prospero ji zabil a zotročil si jejího syna Kalibana, který neustále pomýšlí na pomstu a nemůže odpustit křivdu, která na něm byla spáchána. Prospero také vysvobodil větrného ducha Ariela, který mu nyní také musí sloužit.
- Miranda - dcera Prospera, později se zamiluje do Ferdinanda.
- Kaliban - ani ryba, ani člověk. Netvor, kterého si Prospero zotročil. Nejdříve se k němu choval mile, ale Kaliban se pokusil znásilnit Mirandu, tudíž mu Prospero uvolnil jen jednu jeskyni a sám ovládl celý ostrov. Kaliban se Prospera bojí, protože mu svými kouzly dokáže působit ukrutnou bolest na těle. Posléze však spřádá intriku pomocí hloupého opilého číšníka Stefana a šaška Trinkula. Syn Sykorax. Nemůže odpustit Prosperovi, že mu zabil matku.
- Ariel - vzdušný duch, kterého Prospero vysvobodil ze spárů zlé čarodějnice Sykorax. Nyní slouží Prosperovi, který mu/jí neustále slibuje volnost. Přestože v textu je výhradně rodu mužského, bývá ztvárněn jako androgyn.[1][2]
- Alonso - neapolský král. Dovolil bratru Antoniovi, aby svrhl násilím Prospera z trůnu. Domnívá se tedy, že Prospero zahynul na moři.
- Ferdinand - syn Alonsa, Ariel jej však ihned po mořské bouři oddělí od ostatních, s nimiž plul na lodi, aby tak mohl splnit Prosperův plán a zamilovat se do Mirandy. Tak se také stane a v závěru hry si Miranda a Ferdinand slibují manželství.
- Sebastian - Alonsův bratr
- Antonio - vévoda milánský, uzurpátor, bratr Prospera
- Gonzalo - starý moudrý muž, Alonsův poradce
- Stefano - sklepmistr a opilec
- Trinkulo - šašek

## Děj

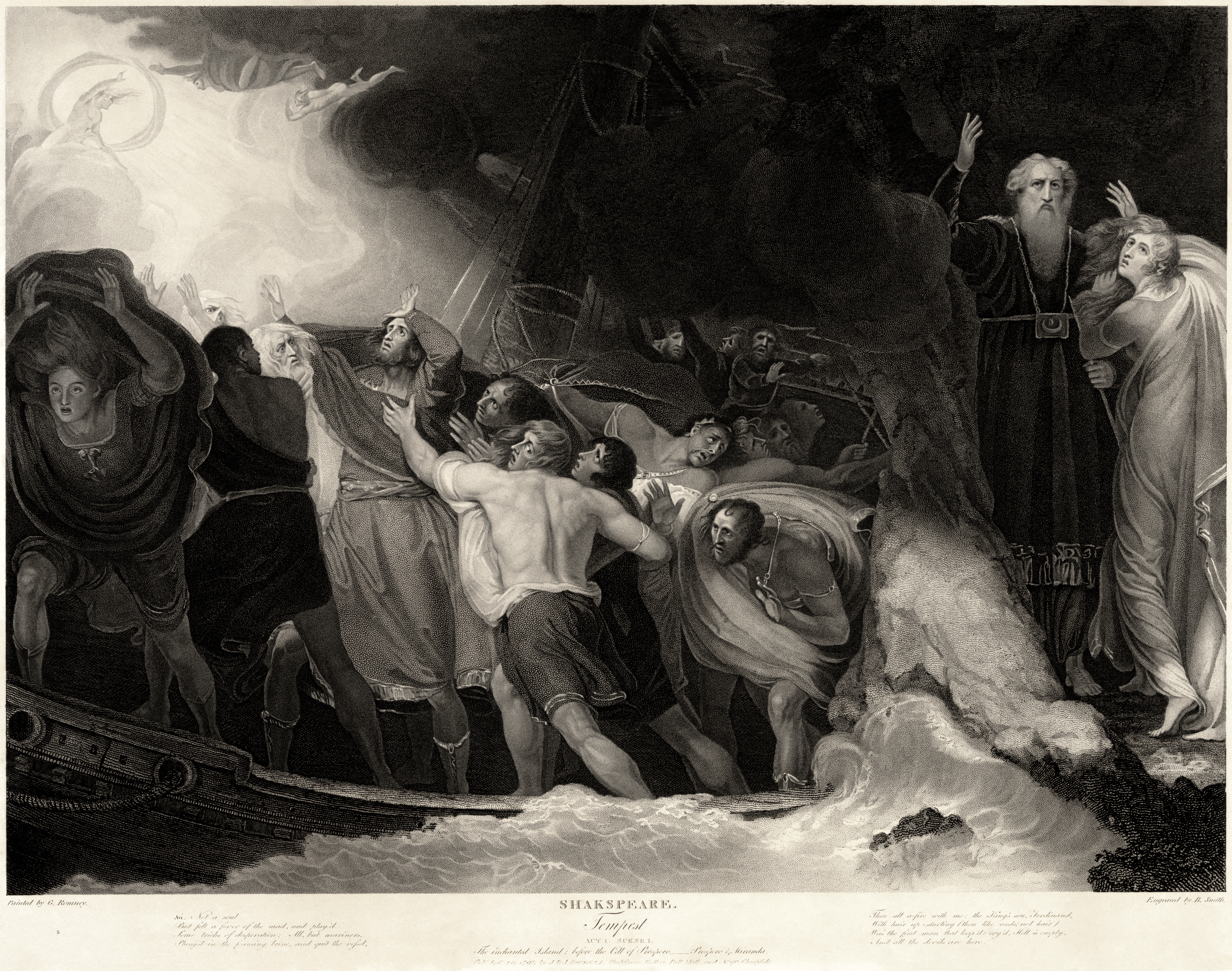
Ztroskotání lodi; George Romney.

Na moři se rozpoutá bouře. Loď puká nedaleko opuštěného ostrova a posádka v čele s neapolským králem Alonsem a jeho družinou - Antoniem, Sebastianem a Gonzalem se bojí, že utone. Nikdo však neví, že za tím stojí bývalý milánský vévoda Prospero. Před dvanácti lety byl se svou dcerou Mirandou vysazen na tomto ostrově zapříčiněním Alonsa a Antonia, který se chtěl zmocnit trůnu. Tím byl zbaven moci a vydáván za mrtvého.
Ariel, jeho duch a sluha, rozpoutal bouři pod slibem, že bude volný. Ferdinanda, Alonsova syna, vysadil na odlehlé části ostrova. Alonsa, Gonzala, Sebastiana a Antonia vysadí společně a zbylou posádku uspí v lodi. Alonso a jeho družina se vydávají hledat Ferdinanda.
S pomocí Ariela Prospero zaviní setkání Mirandy s Ferdinandem, kteří se do sebe zamilují. Mezitím Antonio Sebastiana nabádá, aby se zachoval podle něj. Stejně jako on má připravit svého bratra o trůn a usednout na něj sám. Radí mu, aby Alonsa ve spánku zabil. Ariel ho však ve spánku varuje, a tím ho zachrání.
Na jiné části ostrova se setkává Stefano s lahví v ruce se svým přítelem - šaškem Trinkulem a ostrovní obludou Kalibanem, která slouží Prosperovi. Kaliban se napije Stefanova vína a v omámení mu slíbí, že mu bude sloužit a že se pomstí Prosperovi.
V Prosperově chýši Ferdinand žádá Mirandu o ruku a ta s nadšením souhlasí. Prospero je vyslechne a svatbu povolí. Stefano s Kalibanem vymyslí plán, jak zabijí Prospera a získají jeho moc díky knihám, se kterými Prospero čaruje. Ariel to však slyší a vyzradí to Prosperovi. Ten duchovi přikáže přivést je do své chýše. Stejně má učinit i s Alonsem, Gonzalem, Sebastianem a Antoniem. Všichni se tedy v omámení sejdou v Prosperově chýši. Nikdo z nich nevyjde bez postihu, který mu náleží, ale Prospero všem odpouští.
Alonso se znovu setkává se svým ztraceným synem. Antonio vrací vévodství Prosperovi. Ariel je za svou dobře vykonanou službu propuštěn, ale Kaliban zůstává sloužit na ostrově. Všichni ještě jednu noc přečkají v Prosperově chýši. Ráno je loď kouzlem opravena, posádka se probouzí a všichni se vydávají zpět do Neapole, kde se má uskutečnit svatba Mirandy a Ferdinanda.

## Zajímavosti

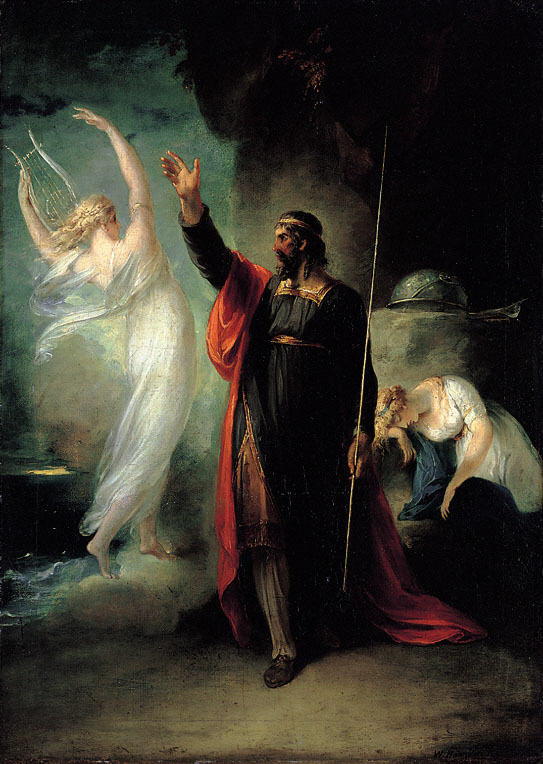
Prospero, Ariel a spící Miranda; William Hamilton.

- Jména některých postav ze hry Bouře se objevují jako jména měsíců planety Uran. Je zde možno vidět například Prospera, Kalibana, Mirandu, aj...
- Jméno Prospero je odvozeno z latiny a znamená "šťastný", Miranda znamená "zázračná", Kaliban je přesmyčkou slova kanibal a Ariel je biblické jméno pro Jeruzalém (v italštině Ariel znamená "vzduch", nebo "nápěv").
- Jméno Prospero má i hlavní hrdina (princ) v povídce Maska červené smrti (The Masque of the Red Death) od Edgara Allana Poea.

## Letní shakespearovské slavnosti 2007, 2008, 2009
Jako prvotní hrou byla v roce 2007 uvedena hra Bouře na Letních shakespearovských slavnostech v Praze. Hra byla tak úspěšná, že se hrála tři roky po sobě a 30. července 2009 měla svou derniéru v Ostravě. Hlavní postavou této hry, nebráno významově, ale herecky, byl Jan Tříska, který zde bez alternace ztvárnil roli otroka Kalibana. V roli Prospera se vystřídali tři špičkoví slovenští herci Martin Huba, Dušan Jamrich a Emil Horváth. Role Mirandy se zhostila Zuzana Kajnarová v alternaci s Antonií Talackovou. Ariela mistrně ztvárnil Adrian Jastraban v alternaci s Martinem Pechlátem.
V roce 2023 v roli Prospera vystoupil David Prachař, ducha Ariela ztvárnil slovenský herec Csongor Kassai a Mirandu Eliška Křenková.

## Filmová adaptace
- 1908 The Tempest Velká Británie 12 min. film. Režie: Percy Stow
- 1979 The Tempest Velká Británie film. Režie: Derek Jarman, hrají: Toyah Willcox, Peter Bull, Heathcote Williams, Ken Campbell, Elisabeth Welch, Karl Johnson.
- 1980 The Tempest Velká Británie televizní film. Režie: John Gorrie, hrají: Warren Clarke, Nigel Hawthorne, John Nettleton.
- 1991 Prosperovy knihy (Prospero's Books) Velká Británie film. Režie: Peter Greenaway, Hudba: Michael Nyman, hrají John Gielgud.
- 1998 Bouře (The Tempest) Americký televizní film. Volnější adaptace, příběh je přenesen do okolí Mississippi v období občanské války. Hlavní postavy jsou otrokáři. Režie: Jack Bender, hrají Peter Fonda, John Glover, Harold Perrineau, Katherine Heiglová.
- 2010 Bouře (The Tempest) Americký film. Režie: Julie Taymor; hrají: Helen Mirrenová, Djimon Hounsou, Chris Cooper, Russell Brand, Alan Cumming, Ben Whishaw, Alfred Molina, Felicity Jones.

## Hudební a jiná díla inspirovanáBouří
- 1894 Bouře, opera Zdeňka Fibicha
- 2004 Bouře (The Tempest), opera Thomase Adèse
- 2012 Zetsuen no Tempest, manga a anime
- 2014 The Tempest, balet Jozef Vlk[3]
- 2017 Life is Strange: Before the Storm, videohra